# Commersonia hermanniifolia
Commersonia hermanniifolia är en malvaväxtart som beskrevs av Ferdinand von Mueller. Commersonia hermanniifolia ingår i släktet Commersonia och familjen malvaväxter. Inga underarter finns listade i Catalogue of Life.